# Cordylomera carvalhoi
Cordylomera carvalhoi es una especie de escarabajo longicornio del género Cordylomera, tribu Phoracanthini, subfamilia Cerambycinae. Fue descrita científicamente por Veiga-Ferreira en 1971.

## Descripción
Mide 10,5 milímetros de longitud.

## Distribución
Se distribuye por Angola.